# Пам'ятки історії Новоград-Волинського району
У Новоград-Волинському районі Житомирської області на обліку перебуває 128 пам'яток історії.
| №п/п | Охоронний номер | Найменування пам'ятки                                                                                            | Адреса                                                                                 | Рік            | Автор                              | № рішення про взяття на державний облік | Фото |
| ---- | --------------- | --- | -------------------------------------------------------------------------------------- | -------------- | ---------------------------------- | --------------------------------------- | ---- |
| 1.   | 884             | Братська могила радянських воїнів. Поховано 20 чол.                                                              | с. Барвинівка, Барвінівська с/р, біля с/р.                                             | 1961           | -                                  | № 442 від 29.09.1969 р.                 |      |
| 2.   | 2205            | Пам'ятник воїнам-односельчанам.                                                                                  | с. Барвинівка, Барвинівська с/р., біля контори колгоспу.                               | 1977           | -                                  | № 559 від 26.12.1979 р.                 |      |
| 3.   | 1671            | Група (3) братських могил радянських воїнів. Поховано 140 чол.                                                   | с. Берегове, Малоцвілянська с/р, в північній частині кладовища.                        | 1978           | -                                  | № 388 від 06.09.1976 р.                 |      |
| 4.   | 1666            | Братська могила радянських воїнів та пам'ятний знак на честь воїнів-односельчан. Поховано 57 чол.                | с. Броники, Брониківська с/р, центральна частина села, біля почти.                     | 1957           | -                                  | № 388 від 06.09.1976 р.                 |      |
| 5.   | 2575            | Братська могила радянських льотчиків. Поховано 7 чол.                                                            | с. Броники, Брониківська с/р., на кладовищі.                                           | 1981           | -                                  | № 468 від 29.10.1983 р.                 |      |
| 6.   | 2856            | Братська могила радянських воїнів. Поховано 128 чол.                                                             | с. Броники, Брониківська с/р, на кладовищі, в центральній частині.                     | 1959           | -                                  | № 390 від 08.10.1992 р.                 |      |
| 7.   | 2518            | Пам'ятник спаленому селу та воїнам-односельчанам.                                                                | смт Броницька Гута, Броницькогутянська сел. Рада, вул. Радянська,12.                   | 1978           | Красняк Д. Н., Марчук Н. Г.        | № 22 від 21.01.1983 р.                  |      |
| 8.   | 2519            | Пам'ятник Жайворону В. Г. — Герою Радянського Союзу.                                                             | смт Броницька Гута, Броницькогутянська сел. Рада, вул. Комсомольська, 7                | 1979           | Петренко А. Г.                     | № 22 від 21.01.1983 р.                  |      |
| 9.   | 1667            | Братська могила радянських воїнів та пам'ятник воїнам-односельчанам. Поховано 47 чол.                            | с. Варварівка, Кам'яномайданська с/р, біля клубу.                                      | 1965           | -                                  | № 388 від 06.09.1976 р.                 |      |
| 10.  | 2206            | Братська могила радянських воїнів. Кількість похованих невідома.                                                 | с. Велика Деражня, Середньодеражнянська с/р, на кладовищі, біля центрального входу.    | 1970           | -                                  | № 559 від 26.12.1979 р.                 |      |
| 11.  | 2207            | Братська могила радянських воїнів. Кількість похованих невідома.                                                 | с. Велика Деражня, Середньодеражнянська с/р, на кладовищі.                             | 1970           | -                                  | № 559 від 26.12.1979 р.                 |      |
| 12.  | 2208            | Братська могила радянських воїнів. Кількість похованих невідома.                                                 | с. Велика Деражня, Середньодеражнянська с/р, на кладовищі.                             | 1970           | -                                  | № 559 від 26.12.1979 р.                 |      |
| 13.  | 2209            | Пам'ятник воїнам-односельчанам.                                                                                  | с. Велика Деражня, Середньодеражнянська с/р, біля Будинку культури.                    | 1965           | -                                  | № 559 від 26.12.1979 р.                 |      |
| 14.  | 2857            | Братська могила радянських воїнів. Кількість похованих невідома.                                                 | с. Велика Деражня, Середньодеражнянська с/р, на кладовищі.                             | 1985           | -                                  | № 390 від 08.10.1992 р.                 |      |
| 15.  | 1668            | Братська могила радянських партизан. Поховано 3 чол.                                                             | с. Великий Молодьків, Великомолодьківська с/р, на кладовищі, в центральній частині.    | 19551968?      | -                                  | № 388 від 06.09.1976 р.                 |      |
| 16.  | 2858            | Братська могила радянських воїнів. Поховано 56 чол.                                                              | с. Вироби, Поліянівська с/р, на кладовищі, в центральній частині.                      | 1985           | -                                  | № 390 від 08.10.1992 р.                 |      |
| 17.  | 2859            | Братська могила радянських воїнів. Поховано 3чол.                                                                | с. Вишківка, Чижівська с/р, на східній околиці села.                                   | 1978           | -                                  | № 390 від 08.10.1992 р.                 |      |
| 18.  | 2520            | Курган Слави на честь воїнів-визволителів та воїнів-односельчан.                                                 | с. Вишківка, Чижівська с/р, на південно-східній околиці села                           | 1978           | -                                  | № 22 від 21.01.1983 р.                  |      |
| 19.  | 2521            | Пам'ятник воїнам-односельчанам.                                                                                  | с. Гірки, Ярунська с/р, біля Будинку культури.                                         | 1977           | -                                  | № 22 від 21.01.1983 р.                  |      |
| 20.  | 2860            | Братська могила сім'ї Жука Г. П. — вчителя-підпільника. Поховано 5 чол.                                          | с. Гірки, Ярунська с/р, на кладовищі, в центральній частині.                           | 1954           | -                                  | № 390 від 08.10.1992 р.                 |      |
| 21.  | 2861            | Братська могила радянських воїнів. Поховано 7 чол.                                                               | с. Гірки, Ярунська с/р, на кладовищі № 2, в центральній частині.                       | 19901954?      | -                                  | № 390 від 08.10.1992 р.                 |      |
| 22.  | 2862            | Братська могила партизанської сім'ї Вознюк.                                                                      | смт Городниця, Городницька сел. рада, на кладовищі, в північно-східній частині селища. | 1984           | -                                  | № 390 від 08.10.1992 р.                 |      |
| 23.  | 888             | Військове кладовище радянських воїнів та партизанів (25 братських та 4 одиночних могили.) Поховано 97 чол.(100?) | смт Городниця, Городницька сел. рада, біля бібліотеки, в центральній частині селища.   | 1965           | -                                  | № 442 від 06.09.1969 р.                 |      |
| 24.  | 890             | Братська могила учасників громадянської війни. Поховано 37 чол.                                                  | смт Городниця, Городницька сел. рада, в центрі селища.                                 | 1978           | Нечуйвітер В. І., Марчук Н. Г.     | № 442 від 06.09.1969 р.                 |      |
| 25.  | 2210            | Пам'ятник воїнам-визволителям.                                                                                   | смт Городниця, Городницька с/р., біля парку.                                           | 1970           | -                                  | № 559 від 26.12.1979 р.                 |      |
| 26.  | 3154            | Пам'ятник Прищепі В. О. — пожежному-чорнобильцю.                                                                 | с. Груд, Великомолодьківська с/р.                                                      | 1998           | -                                  | № 616 від 29.09.1999 р.                 |      |
| 27.  | 889             | Братська могила радянських воїнів. Поховано 56 чол.                                                              | с. Гульськ, Гульська с/р, біля школи.                                                  | 1948           | -                                  | № 442 від06.09.1969 р.                  |      |
| 28.  | 2211            | Пам'ятник воїнам-односельчанам.                                                                                  | с. Гульськ, Гульська с/р, біля Будинку культури.                                       | 1968           | -                                  | № 559 від 26.12.1979 р.                 |      |
| 29.  | 2863            | Братська могила радянських воїнів. Кількість похованих невідома.                                                 | с. Гульськ, Гульська с/р, на кладовищі.                                                | 1986           | -                                  | № 390 від 08.10.1992 р.                 |      |
| 30.  | 2864            | Пам'ятний знак на честь відвідання села Шевченком Т. Г.                                                          | с. Гульськ, Гульська с/р, в південно-західній частині села.                            | 19901991       | -                                  | № 390 від 08.10.1992 р.                 |      |
| 31.  | 891             | Група братських (1) та одиночних (1) могил радянських воїнів. Поховано 25 чол.                                   | с. Дідовичі, Дідовицька с/р, на східній частині кладовища.                             | 1959           | -                                  | № 442 від 29.09.1969 р.                 |      |
| 32.  | 2574            | Пам'ятник спаленому селу.                                                                                        | с. Дубники, Кленівська с/р, біля школи.                                                | 1983           | Тесленко О. О. Перевозник П. О.    | № 468 від 29.10.1983 р.                 |      |
| 33.  | 1669            | Братська могила радянських воїнів. Поховано 25 чол.                                                              | с. Жолобне, Жолобненська с/р, на південній частині кладовища.                          | 19481975       | -                                  | № 388 від 06.09.1976 р.                 |      |
| 34.  | 2865            | Могила Романія А. Д. — капітана НКВС.                                                                            | с. Жеребилівка, Піщівська с/р, в південній частині кладовища.                          | 1987           | -                                  | № 390 від 08.10.1992 р.                 |      |
| 35.  | 2866            | Могила радянського воїна.                                                                                        | с. Івашківка, Суслівська с/р, в центральній частині кладовища.                         | 1985           | -                                  | № 390 від 08.10.1992 р.                 |      |
| 36.  | 2867            | Могила учасника громадянської війни.                                                                             | с. Івашківка, Суслівська с/р, біля церкви.                                             | 1985           | -                                  | № 390 від 08.10.1992 р.                 |      |
| 37.  | 2212            | Пам'ятник воїнам-односельчанам.                                                                                  | с. Івашківка, Суслівська с/р, біля Будинку культури.                                   | 1965           | -                                  | № 559 від 26.12.1979 р.                 |      |
| 38.  | 1672            | Група (4) братських могил радянських воїнів. Поховано 9 чол.                                                     | с. Калинівка, Повчинська с/р, в західній частині кладовища.                            | 1989           | -                                  | № 388 від 06.09.1976 р.                 |      |
| 39.  | 3151            | Пам'ятник жертвам фашизму.                                                                                       | с. Калинівка, Повчинська с/р.                                                          | 1994           | -                                  | № 616 від 29.09.1999 р.                 |      |
| 40.  | 2868            | Могила радянського партизана.                                                                                    | с. Кам'янка, Токарівська с/р, на центральній частині кладовища.                        | 1987           | -                                  | № 390 від 08.10.1992 р.                 |      |
| 41.  | 893             | Братська могила радянських воїнів та пам'ятник воїнам — односельчанам. Поховано 4 чол.                           | с. Кам'яний Майдан, Кам'яномайданська с/р, біля клубу.                                 | 1957           | -                                  | № 442 від 29.09.1969р                   |      |
| 42.  | 894             | Братська могила радянських воїнів. Поховано 8 чол.                                                               | с. Кикова, Киківська с/р, на північно-східній околиці села.                            | 1961           | -                                  | № 442 від 29.09.1969 р.                 |      |
| 43.  | 895             | Братська могила радянських воїнів та пам'ятний знак воїнам-землякам. Поховано 10 чол.                            | с. Кикова, Киківська с/р, в центрі села.                                               | 1965           | -                                  | № 442 від 29.09.1969 р.                 |      |
| 44.  | 2213            | Пам'ятник воїнам-односельчанам.                                                                                  | с. Кикова, Киківська с/р, біля Будинку культури.                                       | 1965           | -                                  | № 559 від 26.12.1979 р.                 |      |
| 45.  | 2214            | Пам'ятник воїнам-односельчанам.                                                                                  | с. Киянка, Киянська с/р, біля с/р.                                                     | 1970           | -                                  | № 559 від 26.12.1979 р.                 |      |
| 46.  | 898             | Братська могила радянських воїнів. Поховано 24 чол.                                                              | с. Киянка, Киянська с/р, біля школи.                                                   | 1956           | -                                  | № 442 від 29.09.1969 р.                 |      |
| 47.  | 896             | Братська могила радянських воїнів. Поховано 5 чол.                                                               | с. Колодянка, Колодянська с/р, в північно-східній частині кладовища.                   | 1965           | -                                  | № 442 від 29.09.1969 р.                 |      |
| 48.  | 3153            | Пам'ятник жертвам фашизму.                                                                                       | с. Колодянка, Колодянська с/р.                                                         | 1996           | -                                  | № 616 від 29.09.1999 р.                 |      |
| 49.  | 1673            | Братська могила радянських воїнів та партизанів. Поховано 4чол.                                                  | с. Коритища, Жолобненська с/р, в північно-східній частині кладовища.                   | 1959           | -                                  | № 388 від 06.09.1976р                   |      |
| 50.  | 897             | Братська могила радянських воїнів. Поховано 14 чол.                                                              | с. Косенів, Косенівська с/р, в північно-східній частині кладовища.                     | 1961           | -                                  | № 442 від 29.09.1969р                   |      |
| 51.  | 2215            | Братська могила радянських воїнів. Кількість похованих невідома.                                                 | с. Крайня Деражня, Косенівська с/р, на кладовищі.                                      | 1968           | -                                  | № 559 від 26.12.1979 р.                 |      |
| 52.  | 1670            | Братська могила радянських воїнів. Поховано 12 чол.                                                              | с. Красилівка, Красилівська с/р, в центрі села.                                        | 1948           | -                                  | № 388 від 06.09.1976 р.                 |      |
| 53.  | 2869            | Могила Бродовського В. — радянського партизана. (Братська могила партизан −12 чол. Окремо?)                      | с. Красилівка, Красилівська с/р, в західній частині кладовища.                         | 19641970       | -                                  | № 390 від 08.10.1992 р.                 |      |
| 54.  | 2870            | Могила Журавля О. С. — радянського партизана.                                                                    | с. Кропивня, Брониківська с/р, в центральній частині кладовища.                        | 1988           | -                                  | № 390 від 08.10.1992 р.                 |      |
| 55.  | 892             | Братська могила радянських воїнів. Поховано 6?чол.                                                               | с. Кропивня, Брониківська с/р, в центрі села.                                          | 1949           | -                                  | № 442 від 29.09.1969 р.                 |      |
| 56.  | 2522            | Пам'ятник спаленому селу та пам'ятник воїнам-односельчанам.                                                      | с. Курчиця, Курчицька с/р, біля Будинку культури.                                      | 1977           | Васильчук К.Марчук Н. Г.           | № 22 від 21.01.1983 р.                  |      |
| 57.  | 2639            | Пам'ятник спаленому селу.                                                                                        | с. Кленова, Кленівська с/р, біля школи.                                                | 1982           | Горняк С. С. Марчук Н. Г.          | № 52 від 04.02.1985 р.                  |      |
| 58.  | 2216            | Пам'ятник воїнам-односельчанам.                                                                                  | с. Курчицька Гута, Курчицька с/р, біля клубу.                                          | 1983           | Васильченко К. Н. Перевозник П. А. | № 559 від 26.12.1979 р.                 |      |
| 59.  | 1674            | Братська могила радянських воїнів. Поховано 25 чол.                                                              | с. Лагульськ, Кам'яномайданська с/р, на кладовищі.                                     | 1978           | -                                  | № 388 від 06.09.1976 р.                 |      |
| 60.  | 899             | Братська могила радянських воїнів та пам'ятник воїнам-односельчанам. Поховано 5 чол.                             | с. Лебедівка, Лебедівська с/р, біля с/р.                                               | 19621973       | -                                  | № 442 від 29.09.1969 р.                 |      |
| 61.  | 2871            | Братська могила радянських воїнів. Кількість похованих невідома.                                                 | с. Лебедівка, Лебедівська с/р, на кладовищі.                                           | 1959           | -                                  | № 390 від 08.10.1992 р.                 |      |
| 62.  | 2640            | Пам'ятник спаленому селу.                                                                                        | с. Липине, Кленівська с/р, в центрі села.                                              | 1984           | Підлесний А. В. Бирюк. П. М.       | № 52 від 04.02.1985 р.                  |      |
| 63.  | 900             | Братська могила радянських воїнів. Поховано 26 чол.                                                              | с. Майстрів, Майстрівська с/р, біля с/р.                                               | 1960           | -                                  | № 442 від 29.09.1969 р.                 |      |
| 64.  | 2218            | Пам'ятник воїнам-односельчанам.                                                                                  | с. Майстрів, Майстрівська с/р, біля школи.                                             | 1957           | -                                  | № 559 від 26.12.1979 р.                 |      |
| 65.  | 2217            | Могила Вожшилова І. М. — радянського лейтенанта.                                                                 | с. Майстрова Воля, Майстрівська с/р, на околиці села.                                  | 1969           | -                                  | № 559 від 26.12.1979 р.                 |      |
| 66.  | 2219            | Могила Матвійчука Г. Т. — першого секретаря комсомольського осередку.                                            | с. Мала Горбаша, Великогорбашівська с/р, на кладовищі.                                 | 1948           | -                                  | № 559 від 26.12.1979 р.                 |      |
| 67.  | 3155            | Пам'ятник воїнам-односельчанам.                                                                                  | с. Мала Горбаша, Великогорбашівська с/р.                                               | 1998           | -                                  | № 616 від 29.09.1999 р.                 |      |
| 68.  | 2220            | Пам'ятник воїнам-односельчанам.                                                                                  | с. Мала Цвіля, Малоцвілянська с/р, біля с/р.                                           | 1974           | -                                  | № 559 від 26.12.1979 р.                 |      |
| 69.  | 2523            | Пам'ятник спаленому селу.                                                                                        | с. Мала Цвіля, Малоцвілянська с/р, біля школи.                                         | 1980           | Фещенко В. І. Марчук Н. Г.         | № 22 від 21.01.1983р                    |      |
| 70.  | 901             | Братська могила радянських воїнів. Поховано 5чол.                                                                | с. Миколаївка, Кам'яномайданська с/р, в центрі села.                                   | 1958           | -                                  | № 442 від29.09.1969 р.                  |      |
| 71.  | 2221            | Могила Баера Пауля — першого секретаря парторганізації колгоспу.                                                 | с. Миколаївка, Кам'яномайданська с/р, біля молочно-приймального пункту.                | 1949           | -                                  | № 559 від 26.12.1979 р.                 |      |
| 72.  | 2222            | Пам'ятник воїнам-односельчанам.                                                                                  | с. Миколаївка, Кам'яномайданська с/р, біля клубу.                                      | 1971           | -                                  | № 559 від 26.12.1979 р.                 |      |
| 73.  | 2223            | Могила Лазарева Б. І. — радянського партизана.                                                                   | с. Морозівка, Красилівська с/р, на кладовищі.                                          | 1948           | -                                  | № 559 від 26.12.1979 р.                 |      |
| 74.  | 1676            | Братська могила радянських воїнів. Поховано 7 чол.                                                               | с. Морозівка, Красилівська с/р, на кладовищі.                                          | 1948           | -                                  | № 388 від 06.09.1976 р.                 |      |
| 75.  | 2872            | Братська могила партизан. Кількість похованих невідома.                                                          | с. Михиївка, Курчицька с/р, на кладовищі.                                              | 1980           | -                                  | № 390 від 08.10.1992 р.                 |      |
| 76.  | 2873            | Братська могила радянських воїнів. Кількість похованих невідома.                                                 | с. Наталівка, Наталівська с/р, в центрі села.                                          | 1957           | -                                  | № 390 від 08.10.1992 р.                 |      |
| 77.  | 902             | Братська могила радянських воїнів. Поховано 3 чол.                                                               | с. Наталівка, Наталівська с/р, біля клубу.                                             | 1957           | -                                  | № 442 від 29.09.1969 р.                 |      |
| 78.  | 2225            | Пам'ятник воїнам-односельчанам.                                                                                  | с. Немильня, Киківська с/р, біля клубу.                                                | 1969           | -                                  | № 559 від 26.12.1979 р.                 |      |
| 79.  | 903             | Братська могила радянських партизан. Поховано 4 чол.                                                             | с. Несолонь, Несолонська с/р, біля школи.                                              | 1948           | -                                  | № 442 від 29.09.1969 р.                 |      |
| 80.  | 2226            | Братська могила радянських воїнів та партизанів. Кількість похованих невідома.                                   | с. Несолонь, Несолонська с/р, на кладовищі.                                            | 1965           | -                                  | № 559 від 26.12.1979 р.                 |      |
| 81.  | 2227            | Пам'ятний знак на честь підпільної групи під командуванням Кобенко С. М.                                         | с. Несолонь, Несолонська с/р, приміщення с/р.                                          | 1970           | -                                  | № 559 від 26.12.1979 р.                 |      |
| 82.  | 2641            | Пам'ятник воїнам-односельчанам.                                                                                  | с. Несолонь, Несолонська с/р.                                                          | 1978           | Талько Д.                          | № 52 від 04.02.1985 р.                  |      |
| 83.  | 2228            | Братська могила радянських воїнів. Поховано 41 чол.                                                              | с. Нова Романівка, Новороманівська с/р, біля бібліотеки.                               | 1972           | -                                  | № 559 від 26.12.1979 р.                 |      |
| 84.  | 2229            | Група могил (2) радянських воїнів. В одній поховано 2 чол., в другій-5 чол.                                      | с. Олександрівка, Наталівська с/р, на східній околиці села.                            | 19581979       | -                                  | № 559 від26.12.1979 р.                  |      |
| 85.  | 2874            | Пам'ятник воїнам-землякам.                                                                                       | с. Орепи, Орепівська с/р, в центрі села.                                               | 1991           | -                                  | № 390 від 08.10.1992 р.                 |      |
| 86.  | 909             | Братська могила радянських воїнів. Поховано 5 чол.                                                               | с. Пилиповичи, Пилиповицька с/р, на кладовищі.                                         | 1956           | -                                  | № 442 від 06.09.1969 р.                 |      |
| 87.  | 2875            | Група (4) могил підпільників.                                                                                    | с. Пилиповичі, Пилиповицька с/р, на кладовищі.                                         | 1960           | -                                  | № 390 від 08.10.1992р                   |      |
| 88.  | 2876            | Могила Свірського П. В. — партизана.                                                                             | с. Пилиповичі, Пилиповицька с/р, на кладовищі.                                         | 1965           | -                                  | № 390 від 08.10.1992 р.                 |      |
| 89.  | 906             | Братська могила радянських воїнів. Поховано 6 чол.                                                               | с. Піщів, Піщівська с/р, в центрі села.                                                | 1960           | -                                  | № 442 від 06.09.1969 р.                 |      |
| 90.  | 905             | Пам'ятник партизанам-односельчанам.                                                                              | с. Піщів, Піщівська с/р, в центрі села.                                                | 1965           | -                                  | № 442 від 06.09.1969 р.                 |      |
| 91.  | 2231            | Братська могила радянських воїнів. Поховано 9 чол.                                                               | с. Піщів, Піщівська с/р, на кладовищі.                                                 | 1968           | -                                  | № 559 від 26.12.1979 р.                 |      |
| 92.  | 2230            | Братська могила військовополонених. Поховано 161 чол.                                                            | сел. Перелісок, Лучицька с/р, на околиці села.                                         | 1970           | -                                  | № 559 від 26.12.1979 р.                 |      |
| 93.  | 907             | Пам'ятник воїнам-односельчанам.                                                                                  | с. Повчине, Повчинська с/р, біля Будинку культури.                                     | 1961           | -                                  | № 442 від 29.09.1969 р.                 |      |
| 94.  | 2877            | Братська могила радянських воїнів. Кількість похованих невідома.                                                 | с. Повчине, Повчинська с/р, на кладовищі.                                              | 1985           | -                                  | № 390 від 08.10.1992 р.                 |      |
| 95.  | 2878            | Могила Пушкарьова Д. Б. — радянського воїна.                                                                     | с. Повчине, Повчинська с/р, на кладовищі.                                              | 1985           | -                                  | № 390 від 08.10.1992 р.                 |      |
| 96.  | 908             | Братська могила радянських воїнів та партизанів. Поховано 12 чол.                                                | с. Поліянівка, Поліянівська с/р, біля с/р.                                             | 1965           | -                                  | № 442 від 06.09.1969 р.                 |      |
| 97.  | 2879            | Могила Лютого Д. І. — радянського воїна.                                                                         | с. Романівка, Брониківська с/р, біля лікарні.                                          | 1985           | -                                  | № 390 від 08.10.1992 р.                 |      |
| 98.  | 910             | Братська могила учасників громадянської війни та пам'ятник воїнам-односельчанам. Поховано 16 чол.                | с. Романівка, Брониківська с/р, біля клубу.                                            | 1954           | -                                  | № 442 від 29.09.1969 р.                 |      |
| 99.  | 912             | Пам'ятник воїнам-односельчанам.                                                                                  | с. Стриєва, Стриївська с/р, біля Будинку культури.                                     | 1962           | -                                  | № 442 від 29.09.1969 р.                 |      |
| 100. | 3149            | Братська могила радянських воїнів. Кількість похованих невідома.                                                 | с. Стриєва, Стриївська с/р.                                                            | 1990           | -                                  | № 616 від 29.09.1999 р.                 |      |
| 101. | 1675            | Братська могила радянських воїнів. Поховано 4 чол.                                                               | с. Сусли, Суслівська с/р, на кладовищі.                                                | 1948           | -                                  | № 388 від 06.09.1976 р.                 |      |
| 102. | 2232            | Пам'ятник воїнам-односельчанам.                                                                                  | с. Сусли, Суслівська с/р, в центрі села.                                               | 1965           | -                                  | № 559 від 26.12.1979 р.                 |      |
| 103. | 1677            | Пам'ятник воїнам- односельчанам.                                                                                 | с. Суховоля, Суховільська с/р, біля Будинку культури.                                  | 1965           | -                                  | № 388 від 06.09.1976р                   |      |
| 104. | 3150            | Пам'ятник жертвам фашизму.                                                                                       | с. Суховоля (хутір Пікель), Суховільська с/р.                                          | 1992           | -                                  | № 616 від 29.09.1999 р.                 |      |
| 105. | 2980            | Братська могила радянських воїнів. Кількість похованих невідома.                                                 | с. Суховоля, Суховільська с/р, на кладовищі.                                           | 1985           | -                                  | № 390 від 08.10.1992р                   |      |
| 106. | 913             | Братська могила радянських воїнів. Поховано 3 чол.                                                               | с. Тальки, Барвинівська с/р, біля Будину культури.                                     | 1961           | -                                  | № 442 від 29.09.1969р                   |      |
| 107. | 914             | Братська могила радянських воїнів. Поховано близько 1000 чол.                                                    | с. Теснівка, Несолонська с/р, в центі села.                                            | 19561983       | -                                  | № 442 від 29.09.1969р                   |      |
| 108. | 2642            | Пам'ятник воїнам-односельчанам.                                                                                  | с. Теснівка, Несолонська с/р, біля контори колгоспу.                                   | 1982           | -                                  | № 52 від 04.02.1985р                    |      |
| 109. | 2233            | Пам'ятник воїнам-односельчанам.                                                                                  | с. Тернівка, Тернівська с/р, на кладовищі.                                             | 1958           | -                                  | № 559 від 26.12.1979 р.                 |      |
| 110. | 915             | Братська могила радянських воїнів та партизанів. Поховано 3 9чол.                                                | с. Токарів, Токарівська с/р, на кладовищі.                                             | 1957           | -                                  | № 442 від 29.09.1969р                   |      |
| 111. | 916             | Братська могила радянських воїнів і партизанів. Поховано 43 (39?) чол.                                           | с. Тупальці, Тупальська с/р, біля школи.                                               | 1956заміна1995 | -                                  | № 442 від 29.09.1969р                   |      |
| 112. | 2234            | Пам'ятник воїнам-односельчанам.                                                                                  | с. Тупальці, Тупальська с/р, біля Будинку культури.                                    | 1965           | -                                  | № 559 від 26.12.1979 р.                 |      |
| 113. | 3152            | Пам'ятник воїнам-визволителям.                                                                                   | с. Тупальці, Тупальська с/р.                                                           | 1995           | -                                  | № 616 від29.09.1999 р.                  |      |
| 114. | 917             | Братська могила радянських воїнів. Поховано 32 ? чол.                                                            | с. Ужачин, Новороманівська с/р, біля клубу.                                            | 19551985       | -                                  | № 442 від 29.09.1969 р.                 |      |
| 115. | 2235            | Пам'ятник воїнам-односельчанам.                                                                                  | с. Ужачин, Новороманівська с/р, біля клубу.                                            | 1971           | -                                  | № 559 від 26.12.1979 р.                 |      |
| 116. | 918             | Група (6) братських могил радянських воїнів. Поховано 305 чол. ?                                                 | с. Федорівка, Федорівська с/р, біля Будинку культури.                                  | 19481961       |                                    | № 442 від 29.09.1969р                   |      |
| 117. | 2236            | Група (2) братських могил партизанів. Поховано 43 чол.                                                           | с. Червона Воля, Червоновільська с/р, біля с/р.                                        | 1973           | -                                  | № 559 від 26.12.1979 р.                 |      |
| 118. | 919             | Братська могила радянських воїнів та пам'ятник воїнам-односельчанам. Поховано 17 чол.                            | с. Чижівка, Чижівська с/р, біля школи.                                                 | 1969           | -                                  | № 442 від 29.09.1969 р.                 |      |
| 119. | 2881            | Братська могила радянських воїнів. Поховано 6 чол.                                                               | с. Чижівка, Чижівська с/р, центральна частина кладовища.                               | 1980           | -                                  | № 390 від 08.10.1992р                   |      |
| 120. | 2237            | Пам'ятний знак на честь сформування партизанського з'єднання Шитова І. І.                                        | с. Червона Воля, Червоновільська с/р, біля сільради.                                   | 1969           | -                                  | № 559 від 26.12.1979р                   |      |
| 121. | 2573            | Пам'ятник спаленому селу.                                                                                        | с. Червона Воля, Червоновільська с/р, біля сільської Ради.                             | 1982           | Фещенко І. Бирюк П.                | ?                                       |      |
| 122. | 2238            | Пам'ятник воїнам-землякам.                                                                                       | с. Ярунь, Ярунська с/р, біля Будинку культури.                                         | 1977           | -                                  | № 559 від 26.12.1979 р.                 |      |
| 123. | 920             | Пам'ятник воїнам — односельчанам.                                                                                | с. Ярунь, Ярунська с/р біля Будинку культури.                                          | 1958           | -                                  | № 442 від 29.09.1969 р.                 |      |
| 124. | 2524            | Пам'ятник організаторам Радянської влади на селі.                                                                | с. Ярунь, Ярунська с/р, біля музшколи.                                                 | 1977           | -                                  | № 22 від 21.01.1983 р.                  |      |
| 125. | 2882            | Братська могила жертв фашизму. Поховано 6 чол.                                                                   | с. Ярунь, Ярунська с/р, в центральній частині кладовища.                               | 1961           | -                                  | № 390 від 08.10.1992 р.                 |      |
| 126. | 2883            | Братська могила жертв фашизму. Кількість похованих невідома.                                                     | с. Ярунь, Ярунська с/р, Урочище «Пасіка.»                                              | 1970           | -                                  | № 390 від 08.10.1992 р.                 |      |
| 127. | 1678            | Пам'ятний знак на честь партизанських з'єднань.                                                                  | Біля шосе по дорозі смт Городниця — с. Чижівка — м. Новоград-Волинський.               | 1974           | -                                  | № 388 від 06.09.1976 р.                 |      |
| 128. | 2224            | Пам'ятний знак на честь Кінної армії Будьонного С. М.                                                            | с. Повчино-Корець Шосе Новоград-Волинський- (біля річки Сгар.)                         | 1960           | -                                  | № 559 від 26.12.1979 р.                 |      |
|      |                 | |                                                                                        |                |                                    |                                         |      |